# Sigean
Sigean (occitanska: Sijan) är en kommun i departementet Aude i regionen Occitanien  i södra Frankrike. Kommunen ligger  i kantonen Sigean som ligger i arrondissementet Narbonne. År 2022 hade Sigean 5 620 invånare.

## Befolkningsutveckling
Antalet invånare i kommunen Sigean
Referens: INSEE